# 蕭塔列葛
蕭塔列葛（しょう とうれつかつ、生没年不詳）は、遼（契丹）の政治家。字は雄隠。契丹五院部の出身。

## 経歴
塔列葛の八世の祖の剌只撒古魯は、遙輦氏の可汗時代に虞人をつとめていた。唐の安禄山が契丹に侵攻してくると、剌只撒古魯は黒山の南で戦い、安禄山を撃退した。その功績により剌只撒古魯は北府宰相となり、その子孫は代々北府宰相に選ばれた。
塔列葛は開泰年間に出仕し、西南面招討使（本紀によると西北路招討使）に累進した。重熙11年（1042年）、西夏への使者をつとめ、共同して北宋を攻撃することを李元昊と約束した。重熙12年（1043年）、右夷離畢・同知南京留守となり、左夷離畢に進んだ。まもなく東京留守に転じた。重熙19年（1050年）12月、北府宰相に選ばれた。重熙21年（1052年）12月、南京統軍使となった。

## 伝記資料
- 『遼史』巻85 列伝第15